# ملک معراج خالد
ملک معراج خالد (زاده ۲۰ سپتامبر ۱۹۱۵ – درگذشته ۱۳ ژوئن ۲۰۰۳) یک سیاست‌مدار اهل پاکستان و از نوامبر ۱۹۹۶ تا فوریه ۱۹۹۷ نخست‌وزیر این کشور بود.
ملک معراج خالد در ۱۳ ژوئن ۲۰۰۳، در سن ۸۷ سالگی درگذشت.